# Ernest Renan (1906)
Ernest Renan byl pancéřový křižník francouzského námořnictva. Ve službě byl v letech 1909–1931. Od roku 1927 sloužil jako školní dělostřelecká loď. Roku 1931 byl vyřazen a následně potopen jako cvičný cíl.

## Stavba

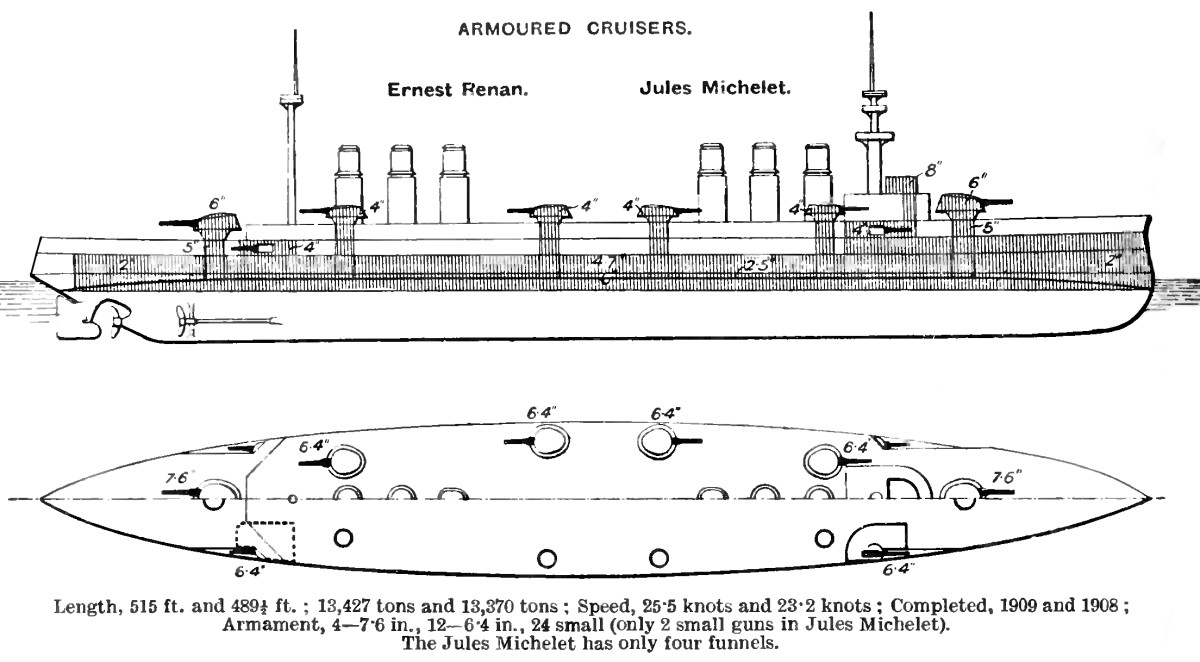
Základní uspořádání výzbroje a pancéřové ochrany

Plavidlo postavila loděnice Chantiers de Penhoët v Saint-Nazaire. Stavba byla zahájena v červenci 1904, v dubnu 1906 byl křižník spuštěn na vodu a v únoru 1909 byl přijat do služby.

## Konstrukce

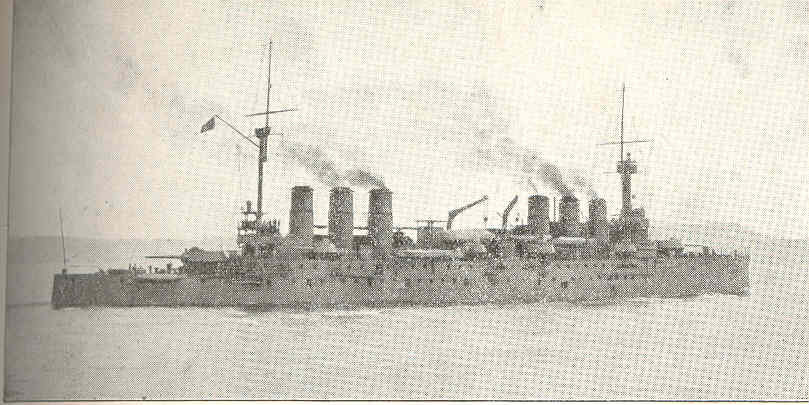
Ernest Renan

Výzbroj tvořily čtyři hlavní 194mm kanóny ve dvoudělových věžích a dvanáct 165mm kanónů sekundární ráže. Doplňovalo je šestnáct 65mm kanónů, osm 47mm kanónů, dva 37mm kanóny a dva 450mm torpédomety. Pohonný systém tvořilo 42 kotlů a tři parní stroje s trojnásobnou expanzí o výkonu 36 000 hp, pohánějící tři lodní šrouby. Nejvyšší rychlost dosahovala 23 uzlů. Dosah byl 10 000 námořních mil při rychlosti 10 uzlů.